# Communauté de communes du Pays de Saône et Madon
Die Communauté de communes du Pays de Saône et Madon ist ein ehemaliger französischer Gemeindeverband mit der Rechtsform einer Communauté de communes im Département Vosges in der Region Lothringen (ab 2016 Grand Est). Der Gemeindeverband wurde am 31. Dezember 1992 gegründet und umfasste 22 Gemeinden. Der Verwaltungssitz befand sich im Ort Darney.

## Historische Entwicklung
Mit Wirkung vom 1. Januar 2017 fusionierte der Gemeindeverband mit
- Communauté de communes du Pays de la Saône Vosgienne und
- Communauté de communes des Marches de Lorraine

und bildete so die Nachfolgeorganisation Communauté de communes des Vosges Côté Sud Ouest. Abweichend davon schloss sich die Gemeinde Thuillières der Communauté de communes Terre d’Eau an.

## Mitgliedsgemeinden
1. Attigny
2. Belmont-lès-Darney
3. Belrupt
4. Bonvillet
5. Darney
6. Dombasle-devant-Darney
7. Dommartin-lès-Vallois
8. Escles
9. Esley
10. Frénois
11. Hennezel
12. Jésonville
13. Lerrain
14. Les Vallois
15. Pont-lès-Bonfays
16. Provenchères-lès-Darney
17. Relanges
18. Saint-Baslemont
19. Sans-Vallois
20. Senonges
21. Thuillières
22. Vioménil